# Aloysius Bertrand
Aloysius Bertrand, właśc. Louis-Jacques-Napoléon Bertrand, ps. Ludovic Bertrand (ur. 20 kwietnia 1807 w Ceva w płn. Włoszech, zm. 29 kwietnia 1841 w Paryżu, Francja) – francuski poeta, dramaturg i dziennikarz, pochodzenia włoskiego. Przedstawiciel romantyzmu. Jako pierwszy pisał poematy prozą.

## Zarys biograficzny

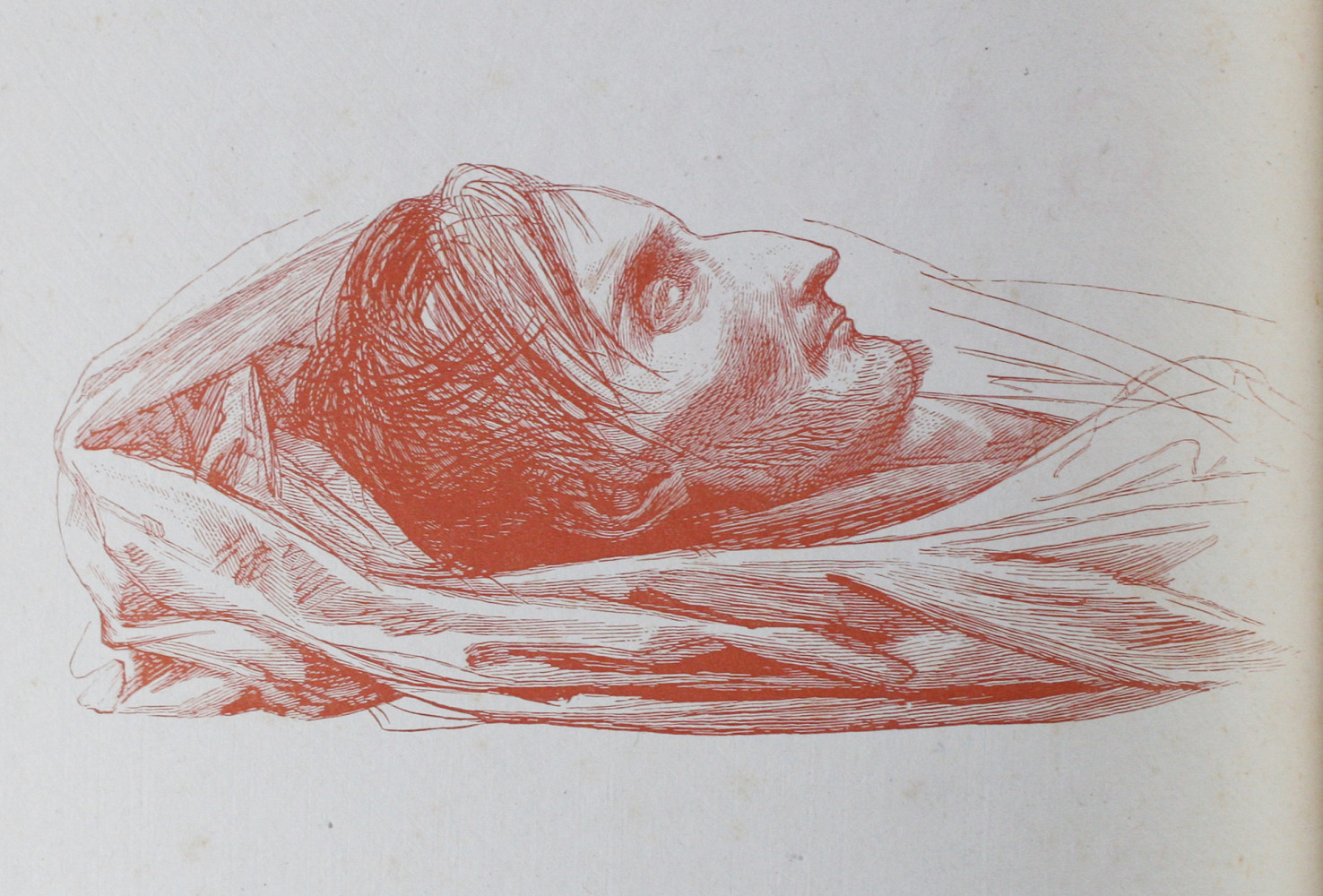
Maska pośmiertna poety.

Syn oficera żandarmerii i córki burmistrza miasta Cevy. Uczęszczał do gimnazjum w Dijon.
Po śmierci ojca w 1828 jako najstarszy syn został głową rodziny, ale mógł studiować dzięki pomocy finansowej ciotki. 
Założył pismo literackie, w którym opublikował m.in. debiutanckie wiersze Alfred de Musset. Jego własna poezja zyskała uznanie Victora Hugo. Przeniósł się do Paryża, gdzie żył w biedzie, następnie wrócił do Dijon i objął redakcję czasopisma literacko-politycznego Patriote de la Côte-d’Or, na łamach którego głosił poglądy republikańskie. Pisywał również do czasopism paryskich.
W 1833 ponownie przeprowadził się do Paryża, po wielu trudnościach znalazł pracę i sprowadził do siebie matkę i siostrę. Podjął też na nowo starania o wydanie swojego nowatorskiego poematu prozą Gaspard de la nuit oraz o wystawienie którejś ze swoich sztuk teatralnych.
W 1838 zachorował na gruźlicę i od tej pory spędzał wiele czasu w szpitalach.
Poemat Gaspard de la nuit został opublikowany dopiero po śmierci autora w 1842.

## Ważniejsze dzieła
- Gaspard de la nuit (pl. Nocny Kasper) – poemat prozą, ukończ. 1839, wyd. pośm. 1842
- Peter Waldeck ou la chute d'un homme - dramat, ukończ. 1833; wyst. na scenie po znacznych przeróbkach 1837